# Promozione Veneto 1981-1982
Nella stagione 1981-1982 la Promozione era sesto livello del calcio italiano (il massimo livello regionale). Qui vi sono le statistiche relative al campionato in Veneto.
Il campionato è strutturato in vari gironi all'italiana su base regionale, gestiti dai Comitati Regionali di competenza. Promozioni alla categoria superiore e retrocessioni in quella inferiore non erano sempre omogenee; erano quantificate all'inizio del campionato dal Comitato Regionale secondo le direttive stabilite dalla Lega Nazionale Dilettanti, ma flessibili, in relazione al numero delle società retrocesse dal Campionato Interregionale e perciò, a seconda delle varie situazioni regionali, la fine del campionato poteva avere degli spareggi sia di promozione che di retrocessione.

## Girone A

### Squadre partecipanti
| Club                         | Città                      |
| ---------------------------- | -------------------------- |
| A.C. Alpilatte Zanè          | Zanè (VI)                  |
| U.S. Bagnoli                 | Bagnoli di Sopra (PD)      |
| A.C. Bassano Virtus          | Bassano del Grappa (VI)    |
| U.S. Euganea Teolo           | Teolo (PD)                 |
| U.S. Lendinarese             | Lendinara (RO)             |
| A.C. Lugagnano               | Lugagnano (VR)             |
| U.S. Malo                    | Malo (VI)                  |
| U.C. Montecchio Maggiore     | Montecchio Maggiore (VI)   |
| G.S. Officine Bra Valpantena | Quinto di Valpantena (VR)  |
| A.C. Pescantina              | Pescantina (VR)            |
| U.S. Petrarca                | Padova (PD)                |
| A.C. San Vitale              | Megliadino San Vitale (PD) |
| A.C. Thiene                  | Thiene (VI)                |
| A.C. Tregnago                | Tregnago (VR)              |
| A.C. Trissino                | Trissino (VI)              |
| F.C. Union Clodiasottomarina | Sottomarina (VE)           |

### Classifica finale
|  | Pos. | Squadra                 | Pt | G  | V  | N  | P  | GF | GS | DR  |
|  | ---- | ----------------------- | -- | -- | -- | -- | -- | -- | -- | --- |
|  | 1.   | Pescantina              | 40 | 30 | 14 | 12 | 4  | 35 | 13 | +22 |
|  | 2.   | Alpilatte Zanè          | 40 | 30 | 16 | 8  | 6  | 36 | 22 | +14 |
|  | 3.   | Officine Bra Valpantena | 38 | 30 | 11 | 16 | 3  | 29 | 18 | +11 |
|  | 4.   | Trissino                | 35 | 30 | 12 | 11 | 7  | 40 | 31 | +9  |
|  | 5.   | Tregnago                | 34 | 30 | 11 | 12 | 7  | 28 | 25 | +3  |
|  | 6.   | Petrarca                | 32 | 30 | 10 | 12 | 8  | 33 | 28 | +5  |
|  | 7.   | Bagnoli                 | 32 | 30 | 11 | 10 | 9  | 30 | 28 | +2  |
|  | 8.   | Malo                    | 31 | 30 | 9  | 13 | 8  | 31 | 32 | -1  |
|  | 9.   | Montecchio Maggiore     | 30 | 30 | 10 | 10 | 10 | 24 | 28 | -4  |
|  | 10.  | Union Clodiasottomarina | 29 | 30 | 11 | 7  | 12 | 33 | 34 | -1  |
|  | 11.  | Bassano Virtus          | 28 | 30 | 9  | 10 | 11 | 28 | 26 | +2  |
|  | 12.  | Euganea Teolo           | 28 | 30 | 6  | 16 | 8  | 15 | 18 | -3  |
|  | 13.  | Thiene                  | 27 | 30 | 4  | 19 | 7  | 17 | 21 | -4  |
|  | 14.  | Lugagnano               | 25 | 30 | 8  | 9  | 13 | 31 | 38 | -7  |
|  | 15.  | Lendinarese             | 19 | 30 | 4  | 11 | 15 | 20 | 40 | -20 |
|  | 16.  | San Vitale              | 12 | 30 | 2  | 8  | 20 | 20 | 48 | -28 |

### Spareggio 1.posto
a San Bonifacio : Pescantina-Alpilatte Zané 1-0
- Il Pescantina è promossa all'Interregionale.

## Girone B

### Squadre partecipanti
| Club                   | Città                     |
| ---------------------- | ------------------------- |
| A.C. Campetra          | Camposampiero (PD)        |
| A.C. Fiesso d’Artico   | Fiesso d'Artico (VE)      |
| U.S. Fulgor Trevignano | Trevignano (TV)           |
| G.S. Giorgione         | Castelfranco Veneto (TV)  |
| A.C. Julia             | Concordia Sagittaria (VE) |
| G.S. Martellago        | Martellago (VE)           |
| U.S. Miranese          | Mirano (VE)               |
| A.S. Montello          | Volpago del Montello (TV) |
| U.S. Muranese          | Venezia (VE)              |
| A.C. Pellizzari        | Vedelago (TV)             |
| A.C. Portogruaro       | Portogruaro (VE)          |
| A.C. Pro Mogliano      | Mogliano Veneto (TV)      |
| U.S. Suseganese        | Susegana (TV)             |
| A.C. Tombolo           | Tombolo (PD)              |
| S.P. Vazzolese         | Vazzola (TV)              |
| U.S. Vittorio Veneto   | Vittorio Veneto (TV)      |

### Classifica finale
|  | Pos. | Squadra            | Pt | G  | V  | N  | P  | GF | GS | DR  |
|  | ---- | ------------------ | -- | -- | -- | -- | -- | -- | -- | --- |
|  | 1.   | Miranese           | 46 | 30 | 19 | 8  | 3  | 33 | 12 | +21 |
|  | 2.   | Giorgione          | 41 | 30 | 14 | 13 | 3  | 31 | 12 | +19 |
|  | 3.   | Martellago         | 33 | 30 | 10 | 13 | 7  | 28 | 16 | +12 |
|  | 4.   | Tombolo            | 32 | 30 | 9  | 14 | 7  | 29 | 20 | +9  |
|  | 5.   | Muranese           | 32 | 30 | 13 | 6  | 11 | 26 | 21 | +5  |
|  | 6.   | Pro Mogliano       | 30 | 30 | 7  | 16 | 7  | 20 | 20 | 0   |
|  | 7.   | Montello           | 29 | 30 | 8  | 13 | 9  | 22 | 21 | +1  |
|  | 8.   | Pellizzari         | 29 | 30 | 10 | 9  | 11 | 20 | 22 | -2  |
|  | 9.   | Fulgor Trevignano  | 28 | 30 | 6  | 16 | 8  | 26 | 25 | +1  |
|  | 10.  | Vittorio Veneto    | 28 | 30 | 6  | 16 | 8  | 23 | 26 | -3  |
|  | 11.  | Vazzolese          | 28 | 30 | 7  | 14 | 9  | 21 | 27 | -6  |
|  | 12.  | Portogruaro Calcio | 28 | 30 | 7  | 14 | 9  | 18 | 24 | -6  |
|  | 13.  | Julia              | 28 | 30 | 7  | 14 | 9  | 25 | 32 | -7  |
|  | 14.  | Fiesso d'Artico    | 27 | 30 | 9  | 9  | 12 | 18 | 28 | -10 |
|  | 15.  | Campetra           | 24 | 30 | 9  | 6  | 15 | 19 | 33 | -14 |
|  | 16.  | Suseganese         | 17 | 30 | 5  | 7  | 18 | 14 | 34 | -20 |

Verdetti
- Il Miranese è promosso all'Interregionale.